# Thaumalea choisica
Thaumalea choisica är en tvåvingeart som beskrevs av Wagner 1981. Thaumalea choisica ingår i släktet Thaumalea och familjen mätarmyggor. Inga underarter finns listade i Catalogue of Life.